# Michele Amari
Michele Benedetto Gaetano Amari (Palermo, 7 luglio 1806 – Firenze, 16 luglio 1889) è stato uno storico, politico e arabista italiano, Ministro della pubblica istruzione del Regno d'Italia.

## Biografia

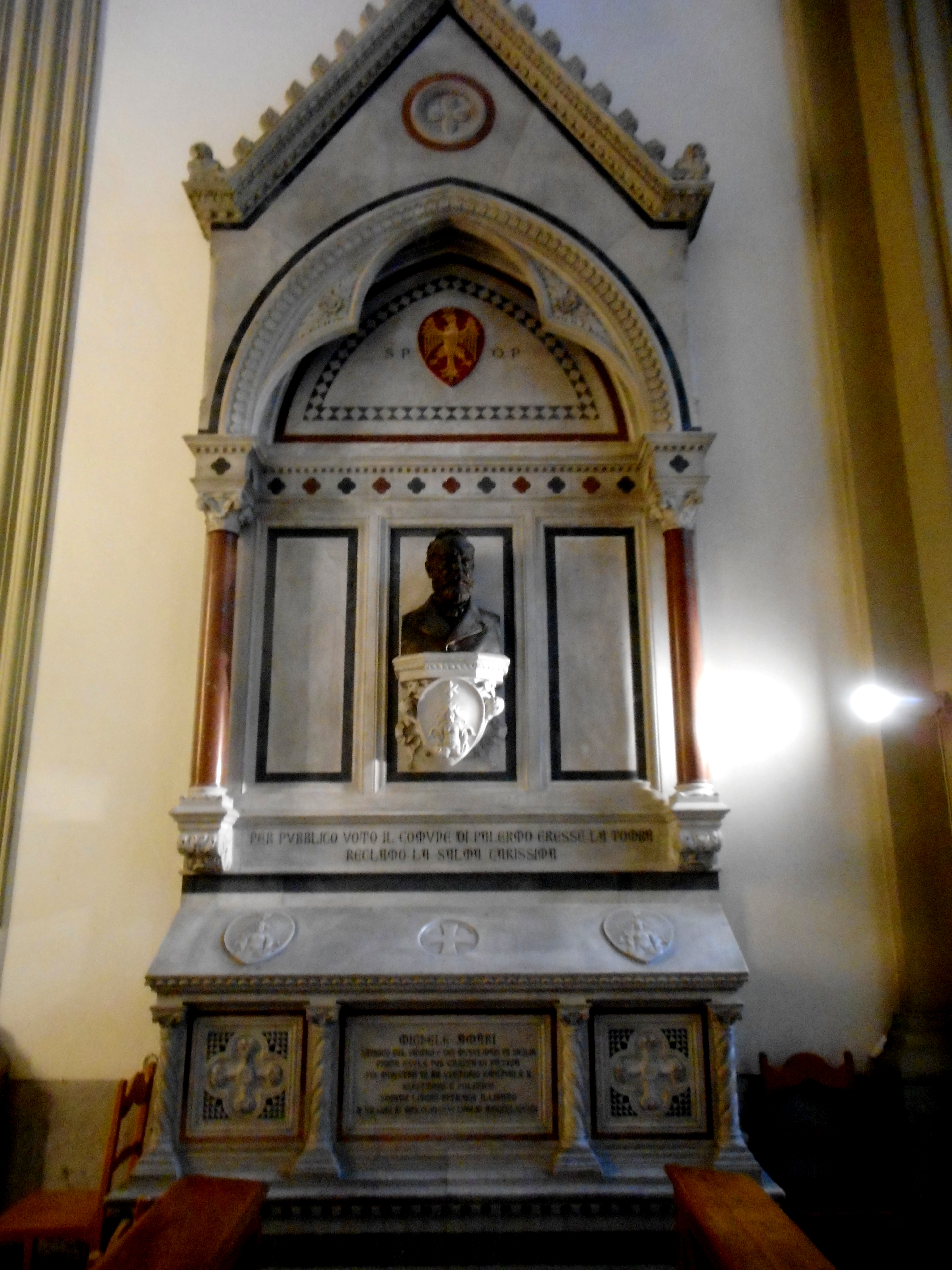
Tomba di Michele Amari in San Domenico, a Palermo.

Figlio di Ferdinando e di Giulia Venturelli, dopo aver preso parte col genitore ai moti siciliani degli anni venti del XIX secolo ed essere stato graziato dal regime per la sua minore età (mentre il padre venne condannato all'ergastolo), fu poi impiegato della Segreteria di Stato sotto il regime borbonico. Amari fu dichiarato sgradito dal governo di Napoli e costretto a riparare in Francia a seguito della pubblicazione della sua opera La Guerra del Vespro, cui fu imposto dalla censura il titolo neutro e generico di Un periodo delle istorie siciliane del XIII secolo. Questa opera mette in luce tutti gli aspetti del Vespro Siciliano e soprattutto documenti storici che chiariscono le dinamiche dell'episodio.
Giunto a Parigi ai primi degli anni Quaranta del XIX secolo, Amari continuò nella capitale francese i suoi studi, al fine di avvicinarsi alle fonti arabe, indispensabili per tracciare la storia della Sicilia sotto i musulmani, di cui tutto s'ignorava. Intraprese quindi, con coraggio scientifico e metodologico, a 37 anni, lo studio della lingua araba sotto la guida del grande arabista Joseph Toussaint Reinaud, guadagnandosi presto l'amicizia e la schietta stima di studiosi di vaglia quali Quatremère e il barone de Slane per la sua eccezionale indole di uomo e di ricercatore. In funzione dell'approccio diretto alle fonti bizantine, Amari si diede anche allo studio del greco sotto la guida di Carl-Bénédict Hase.
Interruppe l'esilio francese in occasione dei primi moti della Rivoluzione siciliana del 1848 e, rientrato in Patria, fu eletto deputato al Parlamento siciliano e fu vicepresidente del Comitato di guerra e marina. Tornato in Francia dopo la sfortunata conclusione dell'esperimento di autogoverno della Sicilia, si avvicinò notevolmente a Giuseppe Mazzini, partecipando alla diffusione delle sue idee politiche.
Fu professore di Lingua e storia araba all'Università di Pisa (Governo provvisorio toscano) dal 4 maggio 1859. Tornato in Sicilia, nel 1860 fu ministro nel governo dittatoriale di Garibaldi, dell'istruzione e dei lavori pubblici (dal 10 luglio) poi, ad interim, degli esteri fino al 14 settembre.
Partecipò quindi alla vita politica dell'Italia unita e fu nominato senatore del Regno il 20 gennaio 1861 insediandosi il 18 febbraio. Nei governi Farini e Minghetti ricoprì l'incarico di Ministro dell'Istruzione Pubblica dal 1862 al 1864, anno in cui riprese l'insegnamento della lingua araba a Firenze, tenendo una cattedra presso l'Istituto di Studi Superiori sino al 1873. Socio nazionale dell'Accademia dei Lincei dal 1875, fu membro della Massoneria.
Il 2 gennaio 1862 divenne socio dell'Accademia delle scienze di Torino.
Fu vice presidente del Senato (3 marzo 1878 - 1º febbraio 1880).
Non abbandonò mai i suoi diletti studi storici che miravano a colmare il vuoto che si estendeva fra la fine della dominazione bizantina dell'isola e il periodo dell'occupazione angioina. In questo lo aiutò il suo non comune talento linguistico che nel XX secolo permise la pubblicazione del capolavoro storico sulla Sicilia islamica.
Morì a Firenze il 16 luglio 1889.

## Produzione scientifica
Amari fu un importantissimo studioso della Sicilia musulmana e dei Vespri siciliani, e autore di varie opere letterarie di rilevanza internazionale. Razionalista e positivista, fu dotato di un fortissimo afflato etico, tutto ispirato al laicismo e alle "virtù civili", del tutto insensibile alle tensioni religiose. Ad ogni modo, pur riconoscendo la sua azione pioneristica, gli studiosi successivi hanno anche evidenziato i limiti della sua impostazione.
Considerato il fondatore della moderna organizzazione degli studi orientali in Italia, del suo magistero si sono avvalsi numerosissimi storici dell'Islam a lui successivi: in Italia, Leone Caetani, Francesco Gabrieli, Umberto Rizzitano e Paolo Minganti L'arabista Heinrich Leberecht Fleischer, dell'Università di Lipsia, nel pubblicare due supplementi alla Biblioteca arabo-sicula, ha definito Michele Amari «il rigeneratore degli studi orientalistici tra i suoi compatrioti». La sua Storia dei Musulmani di Sicilia è stata tradotta in arabo nel 2004 da uno staff egiziano coordinato dal prof. Moheb Sa'd Ibrahim, dell'Università di 'Ayn Shams (Il Cairo), grazie a un finanziamento del Ministero degli affari esteri, al fine di onorare la plurisecolare collaborazione fra Italia ed Egitto.

## Opere
- Elogio di Francesco Peranni, in Componimenti in morte di Francesco Peranni generale d'artiglieria, Palermo, Gabinetto tip. all'insegna di Meli, 1833.
- Un periodo delle istorie siciliane del secolo XIII (1845), Palermo, Poligrafia Empedocle, 1842.
- La guerra del vespro siciliano, o Un periodo delle istorie siciliane del sec. XIII, 2 voll., Parigi, Baudry, 1843.
- Conforti politici, traduzione dei Sulwan al-muta‘ di Ibn Zafar. 1851.
- Storia dei Musulmani di Sicilia, 3 voll., Firenze, Le Monnier, 1854-1872 (riveduta dall'Autore e commentata da C. A. Nallino, 3 voll. in 5 tomi, Catania, Romeo Prampolini, 1933-39).
- Biblioteca arabo-sicula - testi e traduzioni. 1857-1887.
- Epigrafi arabiche di Sicilia, in tre parti. 1875-1885.
- Racconto popolare del Vespro siciliano, Roma, Forzani e C. Tip. del Senato, 1882.
- A. D'Ancona [a cura di], Carteggio di Michele Amari, raccolto e postillato, 3 voll., Torino, Roux Frassati (poi STEN), 1896-1907.
- Diari e appunti autobiografici inediti. Edizioni Scientifiche Italiane, 1981.
- Studii su la storia di Sicilia dalla metà del XVIII secolo al 1820 , postumo, a cura di Amelia Crisantino, in "Edizione Nazionale Delle Opere e Dei Carteggi Di Michele Amari", Quaderni Mediterranea, n. 15, Accademia nazionale di scienze lettere e arti - Palermo, 2010, ISSN 1828-1818.

## Onorificenze

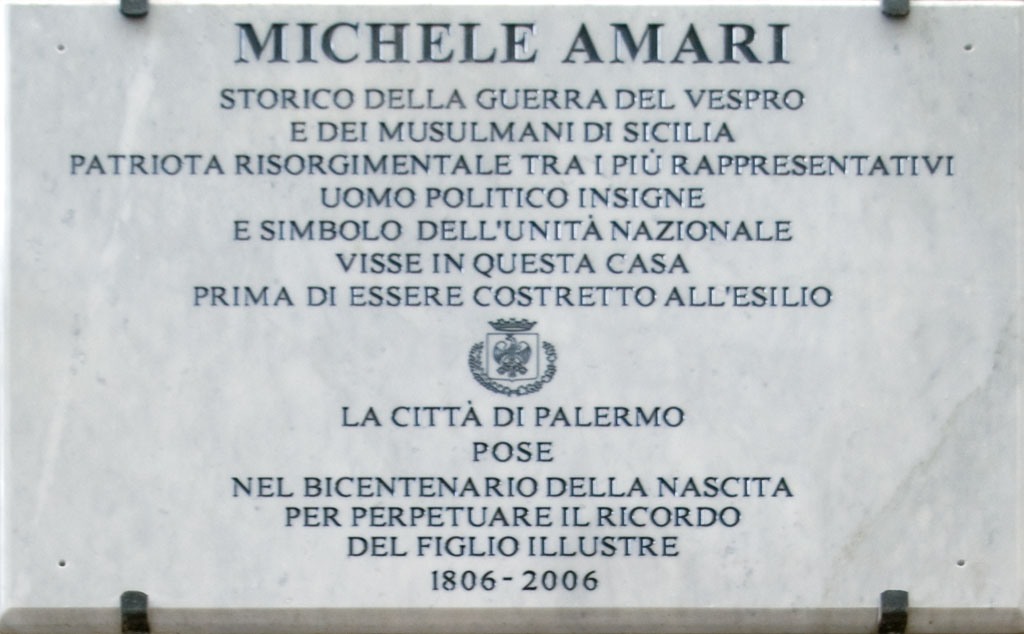
Targa commemorativa del bicentenario della nascita di Michele Amari. Palazzo Isnello, a Palermo.

## Incarichi di Governo
- Segretario di Stato dell'Istruzione e dei Lavori Pubblici e poi, ad interim, degli Esteri (Governo dittatoriale di Garibaldi in Sicilia) (10 luglio-14 settembre 1860)
- Ministro della pubblica istruzione (Regno d'Italia) (8 dicembre 1862-24 settembre 1864)